# 18e Primetime Emmy Awards
De 18e Primetime Emmy Awards, waarbij prijzen werden uitgereikt in verschillende categorieën voor de beste Amerikaanse televisieprogramma's die in primetime werden uitgezonden tijdens het televisieseizoen 1965-1966, vond plaats op 22 mei 1966.

## Winnaars en nominaties - televisieprogramma's
(De winnaars staan bovenaan in vet lettertype.)

#### Dramaserie
(Outstanding Drama Series)
- The Fugitive
  - Bonanza
  - I Spy
  - The Man from U.N.C.L.E.
  - Slattery's People

#### Komische serie
(Outstanding Comedy Series)
- The Dick Van Dyke Show
  - Batman
  - Bewitched
  - Get Smart
  - Hogan's Heroes

## Winnaars en nominaties - acteurs

### Hoofdrollen

#### Mannelijke hoofdrol in een dramaserie
(Outstanding Continued Performance by an Actor in a Leading Role in a Dramatic Series)
- Bill Cosby als Alexander Scott in I Spy
  - Richard Crenna als James Slattery in Slattery's People
  - Robert Culp als Kelly Robinson in I Spy
  - David Janssen als Richard Kimble in The Fugitive
  - David McCallum als Illya Kuryakin in The Man from U.N.C.L.E.

#### Mannelijke hoofdrol in een komische serie
(Outstanding Continued Performance by an Actor in a Leading Role in a Comedy Series)
- Dick Van Dyke als Robert Petrie in The Dick Van Dyke Show
  - Don Adams als Maxwell Smart in Get Smart
  - Bob Crane als Robert E. Hogan in Hogan's Heroes

#### Vrouwelijke hoofdrol in een dramaserie
(Outstanding Continued Performance by an Actress in a Leading Role in a Dramatic Series)
- Barbara Stanwyck als Victoria Barkley in The Big Valley
  - Anne Francis als Honey West in Honey West
  - Barbara Parkins als Betty Anderson Cord in Peyton Place

#### Vrouwelijke hoofdrol in een komische serie
(Outstanding Continued Performance by an Actress in a Leading Role in a Comedy Series)
- Mary Tyler Moore als Laura Petrie in The Dick Van Dyke Show
  - Lucille Ball als Lucy Carmichael in The Lucy Show
  - Elizabeth Montgomery als Samantha Stephens in Bewitched

### Bijrollen

#### Mannelijke bijrol in een dramaserie
(Outstanding Continuing Performance by an Actor in a Supporting Role in Drama)
- James Daly als Dr. O'Meara in Hallmark Hall of Fame
  - Leo G. Carroll als Alexander Waverly in The Man from U.N.C.L.E.
  - David Burns als The Great McGonigle in The Trials of O'Brien

#### Mannelijke bijrol in een komische serie
(Outstanding Continuing Performance by a Supporting Actor in a Comedy Series)
- Don Knotts als Deputy Barney Fife in The Andy Griffith Show
  - Frank Gorshin als The Riddler in Batman
  - Werner Klemperer als Col. Wilhelm Klink in Hogan's Heroes
  - Morey Amsterdam als Maurice B. Sorrell  in The Dick Van Dyke Show

#### Vrouwelijke bijrol in een dramaserie
(Outstanding Continuing Performance by an Actress in a Supporting Role in Comedy)
- Lee Grant als Stella Chernak in Peyton Place
  - Diane Baker als Rachel Brown in Inherit the Wind
  - Pamela Franklin als Betsy Balcombe in Hallmark Hall of Fame
  - Jeanette Nolan als Helen Robinson in I Spy

#### Vrouwelijke bijrol in een komische serie
(Outstanding Continuing Performance by a Supporting Actress in a Comedy Series)
- Alice Pearce als Gladys Kravitz in Bewitched
  - Rose Marie als Sally Rogers in The Dick Van Dyke Show
  - Agnes Moorehead als Endora in Bewitched